# Río Nentón
Río Nentón är ett vattendrag i Guatemala.   Det ligger i departementet Departamento de Huehuetenango, i den västra delen av landet, 200 km nordväst om huvudstaden Guatemala City.